# Gustav Mandry (Mediziner)
Gustav Mandry (* 5. September 1863 in Tübingen; † 14. März 1949 in Stuttgart) war deutscher Chirurg. Er leitete von 1894 bis 1930 das Städtische Krankenhaus in Heilbronn und war von 1909 bis 1920 Vorsitzender des ärztlichen Landesausschusses von Württemberg.

## Leben
Er war der älteste Sohn des Juristen Gustav von Mandry und besuchte das Gymnasium in Tübingen, wo er nach Militärdienst als Einjährig-Freiwilliger ab 1882 Medizin studierte. Im Wintersemester 1881/82 wurde er Mitglied der Studentenverbindung AV Igel Tübingen. Mit der Familie wechselte er noch während des Studiums nach Berlin. Von 1888 bis 1893 war er Assistenzarzt in Köln, Halle, Tübingen und Basel, bevor er sich 1893 als Chirurg und Gynäkologe und damit als einer der ersten Fachärzte in Heilbronn niederließ. Nach dem Rücktritt von Paul Mayer, dem Sohn von Robert Mayer, wechselte er 1894 auf die freie Stelle als Chefarzt der chirurgischen Abteilung und Leiter des Heilbronner Krankenhauses, das unter seiner Leitung eine sehr positive Entwicklung nahm. 1906 wurde er in die Gräßle-Gesellschaft aufgenommen. Von 1909 bis 1920 leitete er den ärztlichen Landesausschuss, den Vorläufer der Ärztekammer. Im Ersten Weltkrieg war er zeitweise Leiter eines Feldlazaretts, für dessen gelungenen Rückzug unter Granatbeschuss er mit dem Eisernen Kreuz ausgezeichnet wurde. Zu den großen Dramen seines Lebens zählte der Tod seines Bruders Karl Mandry in seiner Behandlung 1926. Im Jahr 1930 trat er altersbedingt in den Ruhestand und zog nach Stuttgart, wo er Mitglied der Montags-Gesellschaft war. Nach Ausbruch des Zweiten Weltkriegs wirkte er ehrenamtlich als Chirurg im Stuttgarter Wilhelmsspital. Kriegsbedingt planten Mandry und seine Frau dann im Herbst 1944 den Umzug von Stuttgart nach Heilbronn, wo sie sich zunächst bei Freunden in der Bergstraße aufhielten und dort den Luftangriff vom 4. Dezember 1944 überlebten. Da nach der Zerstörung Heilbronns an keinen Umzug nach Heilbronn zu denken war, begab sich das Ehepaar Mandry ins Lazarett nach Kressbronn am Bodensee, wo sie das Kriegsende erlebten. Anschließend lebte Mandry wieder in Stuttgart. Am 51. Deutschen Ärztetag 1948 in Stuttgart nahm er als ältester Teilnehmer teil. In Heilbronn wurde 1948 die Mandrystraße nach ihm benannt.